# Daniel Martínez Sáez
Daniel Martínez Sáez (El Ballestero, 13 de abril de 1971) es un abogado y político español, excoordinador regional de Izquierda Unida de Castilla-La Mancha, el cual sucedió a Cayo Lara Moya en febrero de 2009.

## Biografía
Abogado de profesión, Daniel Martínez, se licenció en derecho por la Facultad de Derecho de Albacete, en la Universidad de Castilla-La Mancha (UCLM), aunque en la actualidad está dedicado en exclusiva a la dirección de la organización regional de IU en Castilla-La Mancha.
Fue nombrado concejal de IU en el Ayuntamiento de su municipio natal en 1995, siendo nombrado alcalde del mismo el 23 de mayo de 2013.
Entre el año 2000 y 2007 fue secretario de Organización y Finanzas de IU en la provincia de Albacete.
Entre el año 2007 y 2009 fue secretario de Organización y Finanzas de IU Castilla-La Mancha.
El 8 de febrero de 2009 fue nombrado coordinador regional de IU Castilla-La Mancha.
Daniel Martínez encabezó la candidatura por Albacete en las elecciones autonómicas del 22 de mayo de 2011, para las Cortes de Castilla-La Mancha, siendo designado por el Consejo Político Regional de IU Castilla-La Mancha, candidato para la presidencia de la Junta de Comunidades de Castilla-La Mancha, el 5 de septiembre de 2010.
El 20 de abril de 2013 fue reelegido coordinador regional de IU Castilla-La Mancha, en la XII Asamblea Regional de IU Castilla-La Mancha.

### Izquierda Unida de Castilla-La Mancha
Daniel Martínez estuvo ocupando cargos de responsabilidad en la dirección regional de IU CLM desde 2007, cuando fue nombrado responsable de Organización y Finanzas.
El 4 de febrero de 2009, la Comisión Ejecutiva Regional de IU Castilla-La Mancha, acordó elevar al Consejo Político Regional de IU Castilla-La Mancha, la propuesta de Daniel Martínez Sáez, en ese momento responsable de Organización, para ocupar el cargo de coordinador regional, vacante tras la elección de Cayo Lara Moya como coordinador federal de IU, en diciembre de 2008. Fue el 8 de febrero, en el Centro Social del Polígono de Toledo, cuando reunido el Consejo Político Regional se decidió el nombramiento de Daniel Martínez, como nuevo coordinador regional. Dicho nombramiento se produjo en presencia del entonces ya nombrado coordinador federal de IU, y antecesor en el cargo, Cayo Lara, quien se refirió a Daniel Martínez, como «una persona honesta y cabal, un militante comprometido con su generación y con los valores de la izquierda».
El 20 de abril de 2013 se celebró, en la Escuela Superior de Hostelería y Gastronomía de Toledo, la XII Asamblea Regional de IU Castilla-La Mancha. En dicha asamblea se presentó una única candidatura para la elección del nuevo Consejo Político Regional de IU Castilla-La Mancha, encabezada esta por Daniel Martínez. Esta única candidatura, presentada para la elección del Consejo Político Regional, contó con un respaldo del 95 % de los delegados acreditados —88 votos a favor y 7 en blanco—. Seguidamente, reunido el nuevo Consejo Político Regional, y de manera unánime, los miembros del Consejo eligieron a Daniel Martínez como nuevo coordinador regional de IU Castilla-La Mancha, revalidando éste, su cargo dentro de la organización de izquierdas castellano-manchega. Tras la elección, y acompañado del coordinador federal de IU, Cayo Lara, Daniel Martínez declaraba: «Es necesaria una regeneración democrática en Castilla-La Mancha». «No se puede mantener un bipartidismo cómplice con la mayoría de los problemas que existen en la región».
El 23 de octubre, Daniel Martínez dejaba de ser coordinador regional de IU CLM, con el nombramiento de Juan Ramón Crespo como nuevo coordinador regional, durante la celebración de la XIV Asamblea Regional de IU CLM.

### Izquierda Unida Federal
Daniel Martínez fue miembro del Consejo Político Federal de Izquierda Unida, a la vez que de la presidencia federal de IU, desde febrero de 2009, hasta la celebración de la XI Asamblea Federal de IU en junio de 2016.
Durante la celebración de la X Asamblea Federal de IU, los días 14, 15 y 16 de diciembre de 2012 en Madrid, fue reelegido miembro del Consejo Político Federal de IU, además de miembro de la presidencia federal de IU.